# Данге, Шрипад Амрит
Шрипад Амрит Данге (10 октября 1899, Каранджгаон, Бомбейское президентство, Британский Радж — 22 мая 1991, Бомбей, Республика Индия) — деятель индийского и международного рабочего и профсоюзного движения, один из основателей и руководителей Коммунистической партии Индии (КПИ), историк.

## Биография

### Начало политической и профсоюзной борьбы
По национальности маратх. Из семьи богатого землевладельца, также работавшего в Бомбее колониальным чиновником. Учась в Бомбейском университете, участвовал в индийском национально-освободительном движении несотрудничества под руководством Мохандаса Ганди, за что был отчислен. Под влиянием большевистской революции пришёл от гандизма к марксизму и написал памфлет «Ганди или Ленин» (1921), привлёкший внимание коммунистического лидера Манабендры Роя.
В 1922—1924 году издавал в Бомбее на английском языке первое марксистское издание в Индии, «Социалист» («The Socialist») — сперва еженедельную газету, а затем одноименный ежемесячный журнал. В этом органе в 1922 году было размещено объявление о создании марксистской фракции в ИНК — «Индийской социалистической рабочей партии Индийского национального конгресса». В 1925 году Ш. А. Данге был среди соучредителей Компартии Индии.
В это время Ш. А. Данге стал лидером бомбейских профсоюзов и важной фигурой в левом крыле антиимпериалистического движения в Бомбее. Ещё до того, как Всеиндийский конгресс профсоюзов перешёл под контроль коммунистов, он был избран помощником генерального секретаря ВКП в 1927 году. Во время всеобщей забастовки 1928 года участвовал в создании революционного профсоюза текстильщиков «Гирни камгар» («Фабричный рабочий красного флага»), стал его первым генеральным секретарём.

### От политического заключённого до депутата и лидера партии
Во время британского владычества Данге неоднократно арестовывался британскими властями за революционную и профсоюзную деятельность, в общей сложности проведя в заключении 13 лет. В последний раз его отправили в тюрьму в 1940 году за организацию забастовки работников лёгкой промышленности.
Освободившись в 1943 году, вернулся к активной общественно-политической жизни и тут же получил высокие посты в профсоюзах и компартии, посещал Лондон и Москву. Лидер Всеиндийского конгресса профсоюзов (в 1943—1945 годах председатель, в 1945—1947 вице-председатель, в 1947—1949 вновь председатель, с 1949 генеральный секретарь). С 1943 года, исключая период 1950—1951, член ЦК (с 1958 — Национального совета), с 1951 член Политбюро ЦК (с 1958 — Центрального исполнительного комитета) Коммунистической партии; в 1958—1962 годах член Центрального секретариата Национального совета КПИ. Депутат нижней палаты парламента (Лок сабха) 2-го (1957—1962) и 4-го (1967—1970) созывов, глава фракции КПИ.

### Противостояние и раскол в Коммунистической партии Индии
После обретения Индией независимости КПИ была на грани раскола. Ультралевое крыло поддерживало «китайский путь» вооружённого восстания маоистского образца, тогда как руководство партии, включая первого генсека КПИ Пурана Чанда Джоши и самого Ш. А. Данге, отстаивало продолжение стратегии «Народного фронта» с также провозглашавшим социалистические идеи ИНК и «индийский путь» политической борьбы в рамках демократических и конституционных институтов.
Ряд событий, таких как китайско-советский раскол и китайско-индийская война привели к нарушению хрупкого баланса между прокитайским («левым») и просоветским («правым») крылом, который удерживался при жизни центристского генсека Аджоя Кумара Гхоша, пытавшегося примирить обе стороны. После смерти последнего в апреле 1962 года председателем Национального совета КПИ стал «просоветский» Ш. А. Данге, а генеральным секретарём — умеренный маоист Эламкулатх Мана Шанкаран Намбудирипад.
Это, впрочем, не остановило центробежные тенденции; одним из факторов, приведших к расколу Коммунистической партии Индии в 1964 году, стала публикация писем, которые Данге в 1924 году писал из тюрьмы в Канпуре британским властям, предлагая своё сотрудничество (сам он отрицал их подлинность). На пленуме Национального совета КПИ 32 его члена во главе с Намбудирипадом назвали Данге «предателем» и потребовали его немедленной отставки; когда они покинули заседание, оставшиеся в зале 7 сторонников Данге исключили их из партии. Отколовшаяся Коммунистическая партия Индии (марксистская) оказалась сильнее как по количеству членов, так и по результатах на выборах.

### От председателя партии до падения
Данге оставался председателем КПИ до 1978 года, продолжая сотрудничать с Индийским национальным конгрессом, в том числе в возглавляемом Компартией местном правительстве Кералы. В международном коммунистическом движении КПИ неизменно отстаивала линию, проводившуюся руководством КПСС.
Однако политическая линия Данге во время чрезвычайного положения в стране (1975—1977), выражавшаяся в однозначной поддержке тогдашнего премьер-министра Индиры Ганди в борьбе с оппозиционным движением Джаяпракаша Нараяна как «фашистскими» и «реакционными элементами», стоила ему потери поддержки большинства партийных работников, и Данге был снят со своего поста. КПИ переориентировалась на союз с КПИ(м) вместо ИНК, а Данге был исключён из рядов своей партии в 1981 году, после чего присоединился к Всеиндийской коммунистической партии, а затем — к Объединенной коммунистической партии Индии. К концу жизни роль Данге в индийском коммунистическом движении становилась всё более маргинальной. Он создал Общество друзей Советского Союза (в противовес компартийному Индийско-советскому культурному обществу), но контроль над ним вскоре перехватил ИНК.

### Значение деятельности
Данге сыграл важную роль в создании в 1960 года штата Махараштра как самоуправляемой территориальной единицы, населённой преимущественно говорящими на маратхи.
Он также принимал активное участие в формировании Всемирной федерации профсоюзов, с 1949 года был вице-председателем ВФП.
Шрипад Амрит Данге, бывший ценителем литературы (что отразилось в его книге «Литература и народ», в которой против элитизма отстаивается социалистический реализм), сам был автором множества работ — от статей на актуальные политические темы и проблематику коммунистической теории до работ по истории рабочего движения и Древней Индии.
Так, ему принадлежит книга «Индия от первобытного коммунизма до разложения рабовладельческого строя» (переведена на русский; в самой Индии переиздана в 2002 год под названием «Ведическая Индия»), считающаяся первым марксистским трудом по ранней истории страны. Она была написана во время нахождения в тюрьме Йервады на протяжении 1942 и 1943 годов; автор ищет в древнеиндийском эпосе свидетельства о зарождении частной собственности и пытается следовать «Происхождению семьи, частной собственности и государства» Фридриха Энгельса. Последнее, впрочем, оспаривал другой индийский историк-марксист Дамодар Дхармананд Косамби, находивший книгу Данге карикатурой на классика марксизма.

## Награды
- орден Ленина (09.10.1974)

## Сочинения
- Driving forces of history: heroes and masses. N. Delhi, 1969.
- Данге Ш. А. Индия от первобытного коммунизма до разложения рабовладельческого строя. М.: Наука, 1975.